# Poltergeist

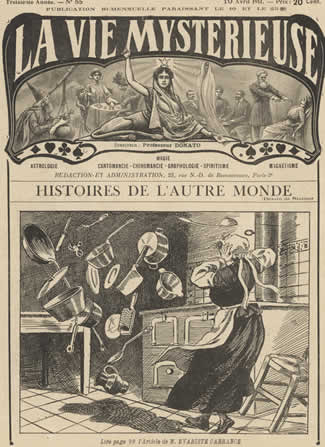
Titelblatt einer französischen Zeitschrift von 1911 mit dem Bericht über Poltergeistaktivitäten in einem algerischen Haushalt, Zeugin und Opfer ist das 14-jährige Dienstmädchen Therese Selles.

Als Poltergeist bezeichnet man ein weltweit verbreitetes Phänomen, mit dem sich auch die Parapsychologie, die Psychologie, die Psychiatrie und die Dämonologie befassen. Es soll eine bestimmte Form von Geistern und Dämonen sowie deren vorgebliches Wirken beschreiben.
Poltergeistern wird nachgesagt, dass sie sich in Häusern und regelmäßig besuchten Gebäuden einnisten, sich dort durch übernatürliche Geschehnisse – wie zum Beispiel Klopfgeräusche und umherfliegende Möbel – bemerkbar machen und die dort ansässigen Bewohner oder Besucher gezielt schikanieren. Der Geist selbst ist nach Aussage Betroffener gestaltlos und manifestiert sich auch nicht. Poltergeistaktivitäten unterscheiden sich der Parawissenschaft zufolge von traditionellem Spuk durch ihre kurze Dauer und ihre vornehmlich physisch-akustisch wahrnehmbare Natur. Wissenschaftler, Psychologen und Kirche stehen der Erklärung des Phänomens als „übernatürliches“ Geschehen durch die Parapsychologie ablehnend gegenüber. Für die Existenz von Poltergeistern fehlt jeder wissenschaftliche und damit glaubwürdige Beweis, zumal auch viele der vorgeblichen Erscheinungen als Betrug entlarvt werden konnten.

## Beschreibung und Definition
Parawissenschaftler definieren das Phänomen „Poltergeist“ wie folgt: Die Geister selbst sollen für den Beobachter unsichtbar sein, sicht- und wahrnehmbar sind nur ihre Aktivitäten (sogenannte Poltergeistaktivitäten). Im Unterschied zu klassischen Spuk- und Geistererscheinungen nimmt der Poltergeist auch während seiner Tätigkeiten keinerlei Gestalt an und kann auch nicht gefilmt oder fotografiert werden. Seine Aktivitäten umfassen eine breite Vielfalt an akustischen, sensorischen wie optischen Erscheinungen. Diese sind in ihrer Dauer oft sehr begrenzt und sollen in den meisten Fällen mit der psychischen wie physischen Verfassung einzelner, selten mehrerer, am Ereignisort anwesender Personen im Zusammenhang stehen. Auch dies unterscheidet Poltergeister von klassischen Spukgeistern: Erstere sind personengebunden, können jederzeit und an jedem Ort auftreten und wechseln in ihrem Verhalten sprunghaft zwischen Aktivität und Inaktivität. Spukgeister sind ortsgebunden und von kontinuierlicher Dauer, meist über Jahrhunderte oder gar Jahrtausende hinweg. Zu guter Letzt sind Poltergeister unsichtbar, aber lärmig und Spukgespenster sichtbar, aber völlig lautlos.
Zu den „typischen“ Poltergeistaktivitäten zählen der parawissenschaftlichen Definition zufolge Kratz-, Klopf- und Knallgeräusche, Kältestellen, Stimmenwahrnehmung sowie das An- und Ausgehen elektronischer Haushaltsgeräte wie zum Beispiel Fernseher, Radios, Glühbirnen und Computer ohne erkennbare Ursache oder sichtbares Zutun der/des Anwesenden. Zu den „höheren“ Poltergeistaktivitäten zählen Levitationen von Personen oder Gegenständen, das Verschwinden und Wieder-Auftauchen von Objekten sowie Lichterscheinungen wie Kugelblitze und Irrlichter (in Japan als Hitodama bekannt). Fast alle Poltergeistaktivitäten haben die Zerstörung von Haus- und Grundstückseinrichtungen, besonders Möbel, Geschirr und/oder Fensterscheiben zur Folge, allerdings wurden noch nie Menschen ernsthaft verletzt.

## Volksglaube
Im westlichen Volksglauben, besonders in den USA und in Europa, werden Poltergeister oft als die Seelen Verstorbener angesehen, die eines plötzlichen, meist gewaltsamen Todes starben bzw. getötet wurden, oder als das Werk von Elfen und Kobolden verstanden. In der Kultur Japans und der chinesischen Kultur werden Poltergeistaktivitäten bestimmten Dämonen wie den Bakeneko, Nekomata und Rokurokubi zugeschrieben. Aufgrund der Gewalt und Zerstörungswut, die mit Poltergeistaktivitäten einhergehen, werden Poltergeister stets als bösartig wahrgenommen und eingestuft. Poltergeister sind in einigen Regionen auch als „Neckgeist“ oder „Klopfgeist“ bekannt.

## Erforschung
Das Phänomen der Poltergeister wurde und wird von parawissenschaftlicher, psychologischer und kirchlicher Seite aus erforscht. Hintergrund sind bestimmte, wiederkehrende Muster und Abläufe innerhalb der Poltergeistaktivitäten sowie wiederholt beobachtete Zusammenhänge zwischen Vorkommnissen und Betroffenen.
Die Erforschung begann mit dem Spiritismus-Kult und dessen Aufleben um 1848. Zu dieser Zeit erlangten die Fox-Schwestern aus Hydesville im US-Staat New York Berühmtheit. Die angeblichen Poltergeistaktivitäten, die sich später allesamt als Tricks und Täuschungen entpuppten, wurden von Skeptikern und Forschern gleichermaßen untersucht. Mit der Zeit schadeten derlei Entlarvungen dem Ruf des Spiritismus, aber auch dem Ansehen renommierter Forscher, und das Phänomen der Poltergeister wurde mehr und mehr von der seriösen Wissenschaft abgelehnt und belächelt. Da aber das Phänomen der Poltergeister anhielt, versuchen Forscher und Wissenschaftler bis heute, die Ursachen für Poltergeistauftritte zu ergründen. Dabei haben sich mehrere vorherrschende Theorien entwickelt und etabliert:
Wiederkehrende, spontane Psychokinese
Parawissenschaftler und Psychologen wie zum Beispiel Nandor Fodor und William G. Roll untersuchten hunderte von vorgeblichen Poltergeistaktivitäten und stellten die These auf, dass diese Vorfälle das Resultat unbewusst und impulsartig freigesetzter, psychischer Energie sein könnten. Hintergrund dieser Darlegung war die Beobachtung, dass viele der Poltergeistopfer anfällig für Epilepsie und ähnliche Krampfleiden waren oder gehäuft unter starkem psychischem Stress litten. Unterstützt wurde die These durch Arbeiten und Dissertationen von namhaften Neurologen und Psychologen wie Michael A. Persinger und Dean I. Radin, welche annahmen, dass das menschliche Gehirn in der Lage sein könnte, mittels neurologischer Impulse die Umgebung zu beeinflussen und so Poltergeisterscheinungen hervorzurufen. Dieses Phänomen wird als Psychokinese bezeichnet.
Geomagnetismus und Naturkräfte
Michael A. Persinger, W. G. Roll und andere Wissenschaftler vermuten des Weiteren, dass geomagnetische Impulse für elektrische Phänomene, wie das An- und Ausgehen von Haushaltsgeräten, das Auftreten von Lichterscheinungen und Störungen von Rundfunkübertragungen, verantwortlich sein könnten. Persinger fand heraus, dass viele Häuser und Orte mit angeblichen Poltergeistaktivitäten sich in geologischen Verwerfungszonen und in Zonen mit witterungsreichen Böden befinden. Persinger überlegte daraufhin, ob überstarke, geomagnetische Energieausbrüche für elektrische Poltergeistvorfälle verantwortlich sein könnten. Er fand außerdem zahlreiche Bauten vor, deren Fundamente sich nach starken Regenfällen und Frösten hoben und senkten, worauf innerhalb des Gebäudes Risse auftraten, Möbel sich vermeintlich von selbst neigten und unerwartete Geräusche wie Knirschen, Knallen und Ächzen, vernommen wurden.
Halluzinationen und Betrug
Als dritte Theorie zur Entstehung von vermeintlichen Poltergeistaktivitäten wird angeführt, dass es sich um simple Halluzinationen infolge psychischen Stresses oder um vorsätzlichen Betrug in Form von Kinderstreichen und Inszenierungen handelt. Ursache für Ersteres können emotionale Störungen wie Stress, Hysterie oder Frustration sein, Motivation für Letzteres mag der schlichte Wunsch nach Aufmerksamkeit sein. Persinger, Roll und Radin beobachteten, dass viele sogenannte Poltergeistopfer manisch-depressiv und/oder psychisch labil waren. Daher vermuten sie, dass Poltergeistaktivitäten unter Umständen einerseits den Wunsch nach Aufmerksamkeit und Mitgefühl ausdrücken und andererseits aus unterdrückten Gefühlen wie Zorn, Trauer und Verzweiflung resultieren. Die Betroffenen erfanden oder inszenierten Poltergeistaktivitäten, um in den Mittelpunkt ihnen gewidmeter Empathie zu gelangen.
Betrugsfälle und Inszenierungen werden oft insbesondere Kindern und Jugendlichen nachgesagt, meist wird geargwöhnt, dass die Pubertät eine große Rolle spielt, da Menschen während dieser Entwicklungsphase gehäuft emotionalen Schwankungen ausgesetzt sind. Diese Ansicht ist gemäß Persinger, Roll und einigen anderen Forschern jedoch eher ein Klischee, Fallstudien zeigten zwar, dass Kinder ungewöhnliche Vorkommnisse eher bemerkten als Erwachsene und zudem offenherziger reagierten. Erwachsene aber würden viel stärker unter (vermeintlichen) Poltergeistaktivitäten leiden, emotionaler damit umgehen und eher versuchen, das Erlebte schnellstmöglich zu verdrängen und zu vergessen. Außerdem neigten Kinder eher dazu, sich mit ungewöhnlichen Erlebnissen längerfristig auseinanderzusetzen und diese später auch in Form von Streichen nachzustellen. Insgesamt scheint es nach Ansicht von Persinger und Roll keinerlei Altersgrenzen unter Poltergeistopfern zu geben.

## Historisches
Berichte über Poltergeister und deren Wirken finden sich in allen bekannten Kulturkreisen und Epochen wieder. So berichtete schon der römische Konsul Plinius der Jüngere (um 100 n. Chr.) von einem Geisterhaus in Griechenland, das seine Aufmerksamkeit erregte.
Mit dem Reformationsabschluss innerhalb der Kirche im frühen 17. Jahrhundert und der Spaltung in Römisch-katholische und Evangelische Kirche begann ein heftiger Glaubenskampf um verschiedene theologische Ansichten und Doktrinen, darunter solche, die sich mit dem Leben nach dem Tode befassten.
Im Zuge der Spiritismus-Bewegung ab 1848 kam es ebenfalls zu „Poltergeistschwemmen“. Da allerdings mehr und mehr Skeptiker, Wissenschaftler und Psychologen derlei Vorkommnisse untersuchten und hinterfragten, wurden auch immer mehr Betrugsfälle bekannt.
Im Nachfolgenden sollen die vier bekanntesten Poltergeistfälle vorgestellt werden.

### Der Trommler von Tidworth
Eine sehr bekannte, historische Poltergeistgeschichte ist jene des sogenannten Trommlers von Tidworth (Tidworth) (ehemals Tedworth) in der britischen Grafschaft Wiltshire aus dem Jahr 1661. Ein Landstreicher namens William Drury wurde der Überlieferung zufolge Mitte des Jahres aufgrund eines Haftbefehls des hohen Richters John Mompesson wegen „Erschleichung von Geldern durch Vorspiegelung falscher Tatsachen“ festgenommen. Eine Trommel, die Drury stets mit sich führte, wurde von Mompesson konfisziert, dafür sollte Drury vorerst freikommen, bis die richterlichen Untersuchungen beendet seien. Darüber war Drury den Überlieferungen zufolge sehr erbost. Als Mompesson von einer Dienstreise aus London zurückkehrte, fand er seine Frau und die Kinder völlig aufgelöst vor. Diese berichteten, dass sie in fast jeder Nacht von lauten Trommelgeräuschen aufgeschreckt worden seien. Bald darauf ertönte das Trommeln sogar über dem Dach des Hauses und war so auch für Vorbeigehende zu vernehmen. Des Weiteren begannen Möbel umherzufliegen und Personen zu levitieren, selbst Hausangestellte waren nicht mehr sicher. Die Poltergeistaktivitäten endeten angeblich im Jahre 1662, als Drury wegen Hexerei vor Gericht gebracht und ins Exil geschickt wurde. Die Trommel hatte Mompesson unterdessen aus Verzweiflung zerstört. König Karl II. erfuhr zwischenzeitlich von den Vorfällen und entsandte den königlichen Architekten Christopher Wren und den Hofkaplan Joseph Glanvill nach Tidworth. Während Wren skeptisch blieb, soll Glanvill selbst Zeuge von Poltergeisterscheinungen gewesen sein.

### Die Fox-Schwestern von Hydesville

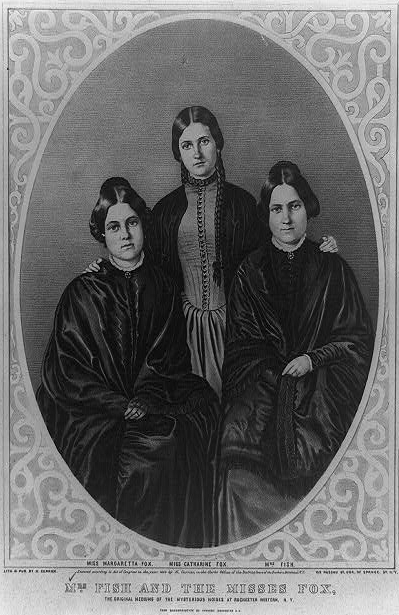
Die Fox-Schwestern, Lithografie um 1852

Ein weiterer berühmter, historischer Fall angeblicher Poltergeistaktivitäten ist jener der Schwestern Margaret und Kate Fox, die um 1848 behaupteten, in einem Haus in Hydesville im US-Staat New York, das sie unlängst neu bezogen hatten, seltsame Klopfgeräusche gehört zu haben, welche sie dem Geist eines ermordeten und im Keller begrabenen Hausierers zuschrieben. Die Familie übernahm die schon lange etablierte Technik der „Kommunikation“ mit derartigen „Klopfgeistern“, bei der jedem Buchstaben im Alphabet eine bestimmte Anzahl von Klopfzeichen zugeordnet wird, und suchte mit großem Erfolg die Öffentlichkeit. Seancen und Poltergeister gehörten fortan zum regelrechten Tagesprogramm der Familie Fox. Bei der ersten öffentlichen Demonstration der „Fähigkeiten“ der Mädchen im November 1848 in Rochester waren 400 zahlende Gäste zugegen. Im Jahr 1888 gaben die Fox-Schwestern zu, all ihre „Poltergeistaktivitäten“ und „Geisterbeschwörungen“ nur vorgetäuscht zu haben. Der Fall der Fox-Schwestern ist daher auch einer der bekanntesten Betrugsfälle der Poltergeistforschung.

### Spuk von Rosenheim
Als Spuk von Rosenheim wird eine Reihe von Ereignissen bezeichnet, die im Herbst 1967 in einer Anwaltskanzlei in Rosenheim stattfanden. Der Fall erregte in den Massenmedien auch international große Aufmerksamkeit. Die Vorgehensweise des federführenden Parapsychologen wurde stark kritisiert und der Fall nach Ansicht von Skeptikern als Schwindel aufgedeckt.

### Poltergeist von Enfield
Zu den bekanntesten moderneren Fällen vorgeblicher Poltergeistaktivitäten gehört der sogenannte Poltergeist von Enfield (auch als Enfield-Poltergeist und Spuk von Enfield bekannt). Ort der Geschehnisse war Haus 284 in der Green Street in Enfield, einem Stadtbezirk von London, Opfer der Ereignisse war die Familie Hodgson. Die Poltergeistaktivitäten traten im Zeitraum von August 1977 bis September 1978 auf und umfassten das klassische Repertoire „typischer Poltergeisterscheinungen“ (Klopfgeräusche, umherfliegende Möbel und Levitation). Sie wurden audiotechnisch wie fotografisch dokumentiert. Untersucht wurde das Phänomen von zwei renommierten Mitgliedern der Society for Psychical Research, Maurice Grosse und Guy Lyon Playfair. Bildtechnisch festgehalten wurden die Ereignisse von George Fallows, dem Fotografen des Daily Mirror. Die Ergebnisse der Untersuchungen, welche von der Presse weltweit aufmerksam verfolgt wurden, werden bis heute kontrovers diskutiert. Die Mehrheit der Forschung bewertet den „Poltergeist von Enfield“ als Betrugsfall, da Familienmitglieder im Nachhinein einräumten, mehrere Vorkommnisse inszeniert zu haben. Der Film Conjuring 2 und die britische Miniserie Unsichtbare Besucher (The Enfield Haunting) basieren auf diesem Fall.

## Kulturelle Rezeption
In der modernen Welt, besonders in der westlichen Kultur, sind Poltergeister und Poltergeistaktivitäten beliebte Hauptfiguren und -themen in antagonistischer Form in:
- Phantasie-Romane (z. B. Harry Potter)
- Horrorfilme (z. B. Poltergeist (1982))
- Horrorkomödien (z. B. Ghostbusters – Die Geisterjäger (1984), Casper (1995))
- Anime (z. B. One Piece; Naruto; Pokémon)
- Computerspiele (z. B. Sweet Home, Final Fantasy VI und Metal Gear Solid)
- Comics und Manga (z. B. Donald Duck; One Piece; Naruto)

In Ländern wie den USA und Japan wird das Phänomen der Poltergeister teilweise ernst genommen, teilweise verspottet, was sich unter anderem in zahllosen Videofakes in diversen Videowebsites und in Scherznachrichten und Zeitungsenten niederschlägt. In modernen Film- und Literaturwerken, welche Poltergeistaktivitäten zum Thema haben, wird vorrangig mit der Angst des Menschen gespielt, einem Ereignis gegenüberzustehen, das sich bisherigen rationalen Erklärungen und Kenntnissen entzieht und kaum kontrolliert werden kann.